# Републикански път I-7
Републикански път I-7 е първокласен път от Републиканската пътна мрежа на България с направление север-юг, преминаващ по територията на 5 области: Силистренска, Шуменска, Бургаска, Сливенска и Ямболска. Общата му дължина е 326,7 km, която го прави 5-и по дължина първокласен път в България. В отсечката между град Върбица и Мокренския проход пътят е много тесен, със силно разрушена асфалтова покривка, а на някои места само с макадамова настилка. В района на Върбишкия проход е целогодишно затворен и почти не се използва.

## Географско описание
Пътят започва от границата с Румъния при ГКПП Силистра - Кълъраш, минава през източната част на града и се насочва на юг. След 6,9 km завива на запад, а след 1,9 km — отново на юг през Източната Дунавска равнина. След като премине през град Алфатар пътят постепенно навлиза в хълмистата част на равнината — Лудогорието. Минава през село Черковна и източно и югоизточно от град Дулово, след което навлиза в Шуменска област.
Тук пътят запазва своето южно направление, като постепенно се изкачва на Лудогорското плато, минавайки последователно през селата Загориче, Браничево, Пристое, Климент, Изгрев и Венец. След това при село Дренци преодолява Самуиловските височини и започва да слиза по южните им склонове към Шуменското поле, преминавайки покрай селата Страхилица и Хитрино, достига до село Панайот Волово и северно от град Шумен достига до Републикански път I-2 при неговия 110,1 km. Оттук на протежение от 6,1 km Републикански път I-7 се дублира с Републикански път I-2 (до 116,2 km), след което се отклонява и продължава на юг. Заобикаля от изток и югоизток град Шумен, при село Хан Крум достига долината на река Голяма Камчия и покрай левият ѝ бряг продължава нагоре по течението ѝ. Преминава източно от град Велики Преслав и навлиза в пролома на реката между Драгоевска планина на югоизток и Преславска планина на северозапад. При стената на язовир „Тича“, завива на запад, покрай северния бряг на язовира и навлиза в историко-географската област Герлово. Тук последователно преминава през селата Иваново, Конево и Менгишево, заобикаля от запад язовира и достига до град Върбица. След като излезе от града пътят започва изкачване по северния склон на Стара планина, преодолява я през Върбишкия проход (870 м н.в.) и навлиза в Бургаска област.
След прохода Републикански път I-7 се спуска по южния склон на планината, при село Бероново пресича река Луда Камчия и се насочва на югозапад, като постепенно се изкачва по северния склон на Стидовска планина. Чрез Мокренския проход (450 м н.в.) я преодолява, навлиза в Сливенска област и при село Мокрен слиза в долината на река Мочурица (ляв приток на Тунджа). След това пресича най-западната част на Сунгурларското поле и по долината на река Мараш (десен приток на Мочурица), навлиза в Ямболска област и източната част на Сливенското поле като достига до пътния възел „Петолъчката“
От тук пътят продължава на югозапад, преминава през село Зимница и достига до село Веселиново, където навлиза в Ямболското поле. След селото Републикански път I-7 прави една голяма дъга, заобикаляйки от изток град Ямбол, като преминава последователно през селата Могила и Козарево и южно от града достига до село Окоп. Оттук пътят отново възстановява южното си направление покрай левия бряг на река Тунджа, навлиза в Елховското поле и достига до град Елхово. Заобикаля града от изток, минава през село Гранитово, преодолява западните ниски хълмове на Дервентските възвишения и достига до границата с Република Турция при ГКПП Лесово - Хамзабейли.
Общо в системата на Републикански път I-7 има 1+42 броя пътища от Републиканската пътна мрежа, от които: 5 броя пътища 2-ри клас; 9 броя пътища 3-ти клас с трицифрени номера и 28 броя пътища 3-ти клас с четирицифрени номера. Директно от Републикански път I-7 вляво и вдясно се отклоняват 5 второкласни и 15 третокласни пътища:
Второкласни пътища
- при 6,9 km, югоизточно от град Силистра — наляво Републикански път II-71 (124,3 km) до село Оброчище;
- при 121,9 km, югоизточно от град Шумен — наляво Републикански път II-73 (89,9 km) до град Карнобат;
- при 138,5 km, в източната част на град Велики Преслав — надясно Републикански път II-74 (38,0 km) до село Дралфа;
- при 298,1 km, в източната част на град Елхово — наляво Републикански път II-79 (90,2 km) до град Бургас;
- при 306,4 km, северно от село Гранитово — надясно Републикански път II-76 (67,2 km) до град Харманли.

Третокласни пътища (с трицифрени номера)
- при 49,6 km, южно от град Дулово — наляво Републикански път III-701 (60,4 km) до град Нови пазар;
- при 66,4 km, в село Пристое — надясно Републикански път III-702 (22,1 km) до град Исперих;
- при 170,6 km, в село Менгишево — надясно Републикански път III-704 (22,5 km) до град Омуртаг;
- при 171,8 km, след село Менгишево — надясно Републикански път III-706 (21,2 km) до село Тича;
- при 208,5 km, в село Бероново — наляво Републикански път III-705 (25,7 km) до 77,2 km на Републикански път II-73;
- при 236,8 km, при пътен възел „Петолъчката“ – наляво Републикански път III-707 (61,3 km) до село Голямо Крушево;

Третокласни пътища (с четирицифрени номера)
- при 25,0 km, в град Алфатар — наляво Републикански път III-7001 (55,7 km) през селата Войново, Кайнарджа, Краново и Капитан Димитрово до село Коритен при 42,4 km на Републикански път III-293;
- при 66,4 km, в село Пристое — наляво Републикански път III-7003 (48,7 km) през град Каолиново и селата Лятно, Долина, Войвода, Избул, Върбяне, Златна нива и Царев брод до 115,2 km на Републикански път I-2;
- при 77,2 km, в село Изгрев — наляво Републикански път III-7005 (16,0 km) през село Тъкач и град Каолиново до село Тодор Икономово при 17,7 km на Републикански път III-701;
- при 85,6 km, в село Венец — надясно Републикански път III-7002 (26,4 km) през селата Борци, Ясенково, Голяма вода, Хърсово и Голям извор до 12,7 km на Републикански път III-205;
- при 99,1 km, източно от село Хитрино — надясно Републикански път III-7004 (11,5 km) през селата Тимарево и Длъжко до село Струино при 102,9 km на Републикански път I-2;
- при 205,5 km – надясно Републикански път III-7006 (17,6 km) през селата Садово и Медвен до село Градец, при 52,7 km на Републикански път II-48;
- при 245,7 km, в село Зимница — наляво Републикански път III-7007 (12,5 km) през град Стралджа до село Лозенец при 435,9 km на Републикански път I-6;
- при 288,9 km – наляво Републикански път III-7009 (18,5 km) през селата Бояново, Борисово и Леярово до 20,1 km на Републикански път III-5308;
- при 298,1 km, в източната част на град Елхово — надясно Републикански път III-7008 (32,7 km) през град Елхово и селата Изгрев, Пчела, Малък манастир, Голям манастир и Генерал Тошево до село Скалица при 32,6 km на Републикански път III-536.

## Подробно описание
| Пътища, отклоняващи се надясно (населено място, № на пътя, посока на пътя)        | Км    | Пътища, отклоняващи се наляво (посока на пътя, № на пътя, населено място)                       |
| --------------------------------------------------------------------------------- | ----- | ----------------------------------------------------------------------------------------------- |
| Община Силистра, Област Силистра, ГКПП Силистра - Калараш                         | 0     | ГКПП Силистра - Калараш, Област Силистра, Община Силистра                                       |
| (от 108,9 km на II-21) III-215, 10,2 km, гр. Силистра →                           | 0,3   | гр. Силистра                                                                                    |
|                                                                                   | 6,9   | → 0,0 km, II-71 (до с. Оброчище)                                                                |
| (от гр. Русе) II-21, 114,9 km → (от с. Айдемир) III-213, 15,5 km →                | 8,8   |                                                                                                 |
| (за с. Ценович) общински път ←                                                    | 12,6  |                                                                                                 |
| (за с. Бабук) общински път ←                                                      | 15,2  | → общински път, (за с. Българка)                                                                |
| Община Алфатар                                                                    | 17    | Община Алфатар                                                                                  |
| гр. Алфатар                                                                       | 25,0  | → гр. Алфатар, 0,0 km, III-7001 (до с. Коритен) ← гр. Алфатар, 80,8 km, III-207 (от с. Ветрино) |
|                                                                                   | 32    | → общински път (за с. Цар Асен)                                                                 |
| Община Дулово                                                                     | 34    | Община Дулово                                                                                   |
| (за с. Черковна) общински път ←                                                   | 40,1  | ← 20,8 km, III-2077 (от с. Честименско)                                                         |
| (от 12,5 km на I-2) II-23, 118,0 km →                                             | 41,9  |                                                                                                 |
| (за гр. Дулово) общински път ←                                                    | 45,4  | → общински път, (за с. Колобър)                                                                 |
| (за с. Раздел) общински път ←                                                     | 48,1  |                                                                                                 |
|                                                                                   | 49,6  | → 0,0 km, III-701 (до гр. Нови пазар)                                                           |
| Община Каолиново, Област Шумен                                                    | 59,1  | Област Шумен, Община Каолиново                                                                  |
| с. Загориче                                                                       | 60,7  | с. Загориче                                                                                     |
| (за с. Гусла) общински път, с. Браничево ←                                        | 62,9  | → с. Браничево, общински път, (за с. Прохлада)                                                  |
| (до гр. Исперих) III-702, 0,0 km, с. Пристое ←                                    | 66,4  | → с. Пристое, 0,0 km, III-7003 (до 115,2 km на I-2)                                             |
| (за с. Духовец) общински път, с. Климент ←                                        | 73    | → с. Климент, общински път, (за с. Наум)                                                        |
| Община Венец                                                                      | 75,7  | Община Венец                                                                                    |
| (за с. Буйновица) общински път, с. Изгрев ←                                       | 77,2  | → с. Изгрев, 0,0 km, III-7005 (до с. Тодор Икономово)                                           |
| (за с. Осеновец) общински път ←                                                   | 82,3  |                                                                                                 |
| (до 12,7 km на III-205) III-7002, 0,0 km, с. Венец ←                              | 85,6  | → с. Венец, общински път, (за с. Черноглавци)                                                   |
|                                                                                   | 90,2  | → общински път, (за с. Дренци)                                                                  |
| (за с. Капитан Петко) общински път ←                                              | 91,1  |                                                                                                 |
| (за с. Страхилица) общински път ←                                                 | 93,2  |                                                                                                 |
| Община Хитрино                                                                    | 93,6  | Община Хитрино                                                                                  |
|                                                                                   | 95,4  | → общински път, (за с. Близнаци)                                                                |
|                                                                                   | 96,7  | → общински път, (за с. Сливак)                                                                  |
| (до с. Струино) III-7004, 0,0 km ←                                                | 99,1  | → общински път, (за с. Каменяк)                                                                 |
| (за с. Тимарево) общински път ←                                                   | 101,6 |                                                                                                 |
|                                                                                   | 103,5 | → общински път, (за с. Върбак)                                                                  |
|                                                                                   | 104,6 | → общински път, (за с. Върбак)                                                                  |
| Община Шумен                                                                      | 105,8 | Община Шумен                                                                                    |
| с. Панайот Волово                                                                 | 108,3 | с. Панайот Волово                                                                               |
| автамагистрала „Хемус“, 337,3 km →                                                | 109,1 | → 337,3 km, автамагистрала „Хемус“                                                              |
| (от Русе) I-2, 110,1 km → (за с. Лозево) общински път ←                           | 110,7 |                                                                                                 |
| (за гр. Шумен) общински път ←                                                     | 112,6 |                                                                                                 |
| (за гр. Шумен) общински път ←                                                     | 115,8 | ← 48,7 km, III-7003 (от с. Пристое)                                                             |
|                                                                                   | 116,8 | → 116,2 km, I-2 (до гр. Варна) → общински път, (за 343,5 km на автамагестряля „Хемус“)          |
| (за гр. Шумен) общински път ←                                                     | 117,9 |                                                                                                 |
| (за гр. Шумен) общински път ←                                                     | 120,2 | → общински път, (за с. Васил Друмев)                                                            |
| (за гр. Шумен) общински път ←                                                     | 121,9 | → 0,0 km, II-73 (до гр. Карнобат)                                                               |
| (за гр. Шумен) общински път ←                                                     | 127,3 | → общински път, (за с. Мараш)                                                                   |
| Община Велики Преслав                                                             | 129,9 | Община Велики Преслав                                                                           |
| (за с. Троица) общински път, с. Хан Крум ←                                        | 131,3 | с. Хан Крум                                                                                     |
|                                                                                   | 134,5 | → общински път, (за с. Миланово)                                                                |
| (до с. Дралфа) II-74, 0,0 km, гр. Велики Преслав ←                                | 138,5 | ← гр. Велики Преслав, 25,2 km, III-7302 (от 22,8 km на II-73)                                   |
| Община Върбица                                                                    | 147,4 | Община Върбица                                                                                  |
|                                                                                   | 158,3 | → общински път, (за с. Сушина)                                                                  |
| (за селата Методиево и Драгановец) общински път, с. Иваново ←                     | 160,2 | с. Иваново                                                                                      |
| (за с. Драгановец) общински път, с. Конево ←                                      | 166,1 | → с. Конево, общински път, (за с. Ловец)                                                        |
|                                                                                   | 167,5 | → общински път, (за с. Кьолмен)                                                                 |
| (до гр. Омуртаг) III-704, 0,0 km, с. Менгишево ←                                  | 170,6 | с. Менгишево                                                                                    |
| (до с. Тича) III-706, 0,0 km ←                                                    | 171,8 |                                                                                                 |
| (за с. Станянци) общински път ←                                                   | 173,9 |                                                                                                 |
| гр. Върбица                                                                       | 176,8 | ← гр. Върбица, 28,8 km, III-7304 (от 39,5 km на II-73)                                          |
| Община Сунгурларе, Област Бургас                                                  | 196,9 | Област Бургас, Община Сунгурларе                                                                |
| (до с. Градец) III-7006, 0,0 km ←                                                 | 205,5 | → общински път, (за с. Везенково)                                                               |
| с. Бероново                                                                       | 208,5 | → с. Бероново, 0,0 km, III-705 (до 78,9 km на II-73)                                            |
| (за с. Дъбовица) общински път ←                                                   | 214,9 |                                                                                                 |
|                                                                                   | 218,9 | → общински път, (за с. Скала)                                                                   |
| Община Котел, Област Сливен                                                       | 219,4 | Област Сливен, Община Котел                                                                     |
| (от 208,6 km на I-4) II-48, 62,7 km →                                             | 221,2 |                                                                                                 |
| с. Мокрен                                                                         | 225,2 | → с. Мокрен, общински път, (за с. Пъдарево)                                                     |
| (за с. Седларево) общински път ← Община Стралджа, Област Ямбол                    | 230,4 | ← 22,6 km, III-7306 (от с. Лозарево) Област Ямбол, Община Стралджа                              |
| (от ГКПП Гюешево) I-6, 432,9 km → .                                               | 236,8 | → 432,9 km, I-6 (до гр. Бургас) → 0,0 km, III-707 (до с. Голямо Крушево)                        |
| (за селата Трапоклово и Драгоданово) общински път, с. Зимница ←                   | 244,8 | с. Зимница                                                                                      |
| с. Зимница                                                                        | 245,7 | → с. Зимница, 0,0 km, III-7007 (до с. Лозенец)                                                  |
| с. Зимница                                                                        | 247,1 | → с. Зимница общински път, (за с. Чарда)                                                        |
| Община Тунджа, автамагестряля „Тракия“, 290,0 km →                                | 249,9 | → 290,0 km, автамагестряля „Тракия“, Община Тунджа                                              |
| (за с. Веселиново) общински път ←                                                 | 252,9 |                                                                                                 |
| с. Могила                                                                         | 258   | с. Могила                                                                                       |
| (до гр. Ямбол) III-7072, 21,4 km ←                                                | 259,8 | ← 21,4 km, III-7072 (от с. Недялско)                                                            |
| с. Козарево                                                                       | 263,4 | с. Козарево                                                                                     |
| (от с. Поликраище) II-53, 156,1 km →                                              | 265,1 | → 156,1 km, II-53 (до гр. Средец)                                                               |
| (от гр. Ямбол) III-5304, 6,6 km, с. Окоп → (за с. Ханово) общински път, с. Окоп ← | 269,8 | с. Окоп                                                                                         |
| (за с. Тенево) общински път ←                                                     | 275,4 | → общински път, (за с. Симеоново)                                                               |
|                                                                                   | 283,6 | → общински път, (за с. Каравелово)                                                              |
| Община Елхово, (за с. Коневец) общински път ←                                     | 286,8 | Община Елхово                                                                                   |
|                                                                                   | 288,9 | → 0,0 km, III-7009 (до 20,1 km на III-5308)                                                     |
|                                                                                   | 292,1 | → общински път, (за с. Кирилово)                                                                |
| (до с. Скалица) III-7008, 0,0 km, гр. Елхово ←                                    | 298,1 | → гр. Елхово, 0,0 km, II-79 (до гр. Бургас)                                                     |
| (до гр. Харманли) II-76, 0,0 km ←                                                 | 306,4 |                                                                                                 |
| (за с. Гранитово) общински път ←                                                  | 308,3 |                                                                                                 |
| (за с. Гранитово) общински път ←                                                  | 310,4 |                                                                                                 |
| (за с. Мелница) общински път ←                                                    | 315,3 | → общински път, (за с. Малко Кирилово)                                                          |
| ГКПП Лесово - Хамзабейли                                                          | 326,7 | ГКПП Лесово - Хамзабейли                                                                        |

Забележка
1. ↑  На протежение от 6,1 km (от км 110,7 до км 116,8) Републикански път I-7 се дублира с Републикански път I-2 от км 110,1 до км 116,2